# Tipula (Papuatipula) novaebrittaniae
Tipula (Papuatipula) novaebrittaniae is een tweevleugelige uit de familie langpootmuggen (Tipulidae). De soort komt voor in het Australaziatisch gebied.